# Oost-Pruisisch voetbalkampioenschap 1910/11
In 1910/11 werd de Oost-Pruisische voetbalcompetitie niet gespeeld zoals de vorige seizoenen. De  Baltischer Rasensport-Verband wijzigde op 1 december 1910 de naam in Baltischer Rasen- und Wintersport-Verband en veranderde de competities. Er kwamen meer lokale competities. Voor de clubs uit Königsberg veranderde er niets, zij bleven in de stadscompetitie spelen. De voorbije jaren stond dit gelijk aan de Oost-Pruisische competitie, echter speelden geen clubs van buiten Königsberg in deze competitie. De kampioenen plaatsten zich rechtstreeks voor de Baltische eindronde en van een Oost-Pruisische kampioen was in principe drie jaar lang geen sprake. 
Hieronder een overzicht van de competities die wel in het gebied van Oost-Pruisen vielen. 

## Bezirk Königsberg
| Plaats | Club                          | Wed. | W | G | V | Saldo | Ptn. |
| ------ | ----------------------------- | ---- | - | - | - | ----- | ---- |
| 1.     | VfB Königsberg                | 5    | 4 | 0 | 1 | 26:4  | 8    |
| 2.     | SV Prussia Samland Königsberg | 6    | 4 | 0 | 2 | 20:7  | 8    |
| 3.     | Akademischer SC Königsberg    | 6    | 3 | 0 | 3 | 20:21 | 6    |
| 4.     | FC Germania Königsberg        | 5    | 0 | 0 | 5 | 3:37  | 0    |

|  | Kampioen            |
|  | Degradatie-play-off |

### Promotie/Degradatie play-off
Doordat het tweede elftal van VfB niet kon promoveren kon Germania op het hoogste niveau blijven. 
|  |                   |       |                        |  |
|  | VfB Königsberg II | 4 - 1 | FC Germania Königsberg |  |
|  |                   |       |                        |  |

## Bezirk Tilsit/Memel
Uit het Bezirk Tilsit/Memel is enkel kampioen SC Lituania Tilsit bekend. 

## Bezirk Gumbinnen/Insterburg
Uit het Bezirk Gumbinnen/Insterburg zijn enkel kampioen SC Preußen Insterburg en SC Gumbinnen bekend. 

## Bezirk Rastenburg/Lyck
Uit het Bezirk Rastenburg/Lyck is enkel kampioen Rastenburger SV bekend. 

## Bezirk Allenstein/Osterode
Uit het Bezirk Allenstein/Osterode is enkel de finale om de titel bekend. 
|                 |                   |       |                    |          |
| 30 oktober 1910 | Osteroder SC 1908 | 0 - 2 | SV 1910 Allenstein | Osterode |
| 30 oktober 1910 |                   |       |                    | Osterode |